# Domenico di Paris

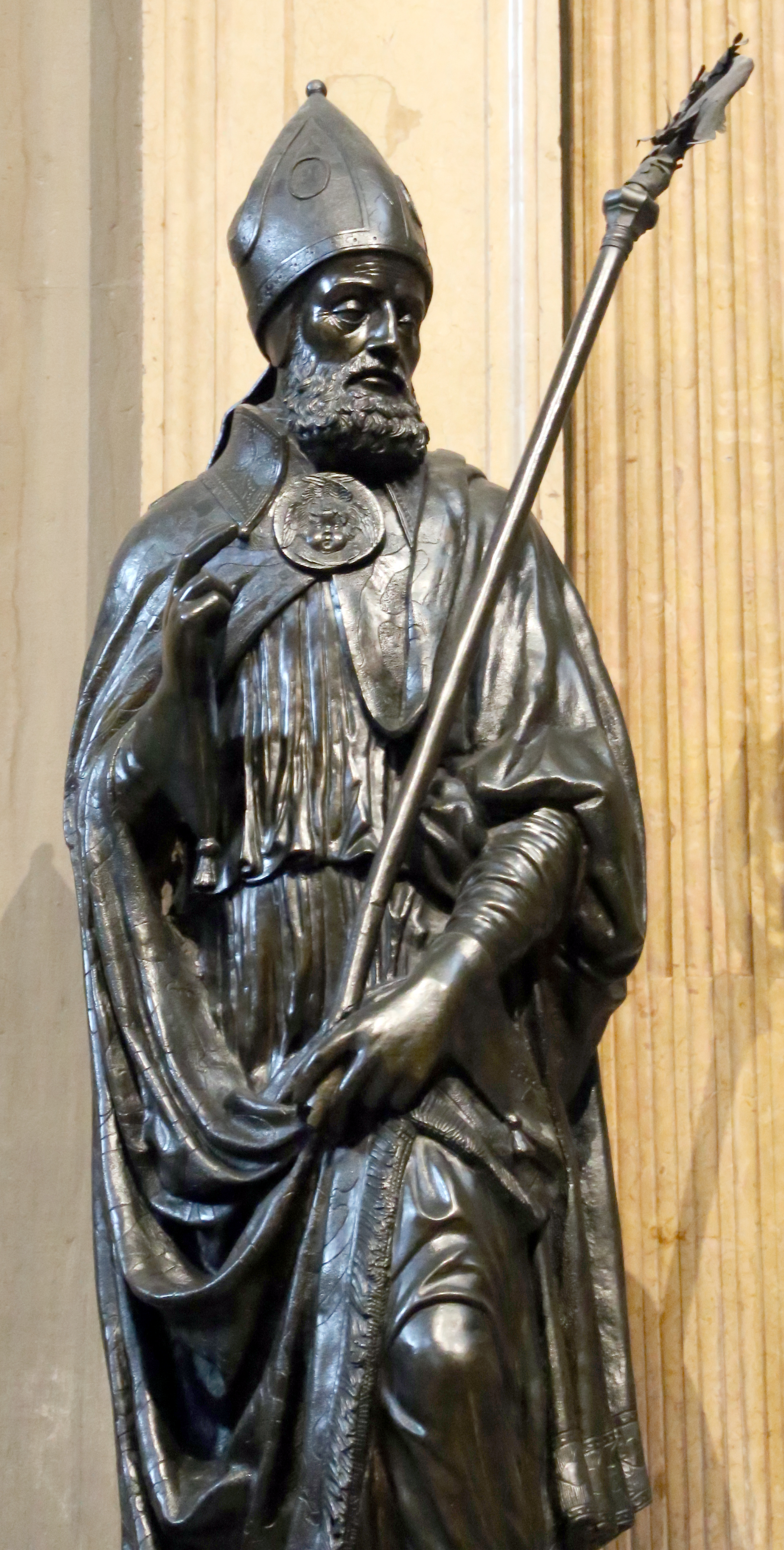
San Maurelio, Duomo di Ferrara

Domenico di Paris, detto Domenico del Cavallo (Monselice, XV secolo – XV secolo), è stato uno scultore e architetto italiano, padovano di nascita e formazione, fu attivo prevalentemente a Ferrara, alla corte estense.

## Biografia
Domenico di Paris nacque a Monselice, e si formò nella vicina Padova, dove entrò in contatto, rimanendone colpito, con le opere realizzate dal celebre Donatello per la basilica di Sant'Antonio.
Intorno alla metà del XV secolo si spostò a Ferrara, dove fu molto attivo sia come scultore che come architetto, prima insieme a Niccolò Baroncelli e, dopo la morte di questi, da solo, assurgendo al ruolo di assoluto protagonista della scultura alla corte estense. Tra le sue opere ferraresi quelle più note sono: il gruppo in bronzo della Crocifissione del 1456 per la cattedrale, completando il lavoro già iniziato da Baroncelli, morto precocemente, e le figure con le Virtù del 1467 situate nella sala degli stucchi a palazzo Schifanoia.